# Roraima carinata
Roraima carinata – gatunek chrząszcza z rodziny osuszkowatych, jedyny z monotypowego rodzaju Roraima.
Gatunek i rodzaj opisane zostały w 1999 roku przez Manfreda Jächa i Jána Kodadę. Jako miejsce typowe wskazano południowo-wschodnie stoki Roraimy w wenezuelskim stanie Bolívar.
Chrząszcz osiągający od 5,1 do 5,2 mm długości ciała. Ubarwienie ma głównie ciemnomosiężne. Odnóża są brunatne z czerwono rozjaśnionymi udami i pazurkami. Czułki zwieńczone są wyraźnie wyodrębnionymi buławkami. Kształt przedplecza odróżnia go od innych przedstawicieli podrodziny. Pokrywy mają silnie wykształcone żeberka. 
Owad neotropikalny, znany wyłącznie z lokalizacji typowej w Wenezueli. Odnaleziony został w małym strumieniu o żwirowatym dnie na rzędnych około 2000 m n.p.m..